# 小行星3911
小行星3911（英語：3911 Otomo）是一颗围绕太阳公转的小行星。1940年8月31日，卡尔·威廉·雷睦斯在海德堡发现了此天体。
这颗小行星的绝对星等为133.6960476726965等。